# Aguriahana triangularis
Aguriahana triangularis är en insektsart som först beskrevs av Matsumura 1932.  Aguriahana triangularis ingår i släktet Aguriahana och familjen dvärgstritar. Inga underarter finns listade i Catalogue of Life.